# Jenny Hasselquist
Jenny Matilda Elisabet Hasselquist, également orthographiée Hasselqvist, née le 31 juillet 1894 et morte le 8 juin 1978, est une danseuse de ballet suédoise, actrice de cinéma et professeur de ballet.

## Biographie
Jenny Matilda Elisabet Hasselquist est née à Stockholm le 31 juillet 1894 de Johannes Johansson Hasselquist et de Sofia Katarina Hasselquist. Elle a deux frères aînés, Wilhelm (1887–1959) et Gerhard (1889–1950).
Elle étudie à l'école de ballet de l'Opéra suédois à partir de 1906 et se produit avec le Ballet royal à partir de 1910. En 1913, Michel Fokine remarque ses talents et lui assure d'obtenir des rôles solistes dans La Sylphide et Cléopâtre. Elle devient danseuse étoile au Ballet royal en 1915. L'année suivante, elle joue son premier rôle au cinéma, dans le film Wolo de Mauritz Stiller.
En 1920, Hasselquist joue dans les Ballets suédois de Rolf de Maré à Paris. Danseuse talentueuse, elle a un flair pour l'idiome moderne. Cependant, elle quitte de Maré après une seule saison, apparemment insatisfaite de son potentiel là-bas. Elle joue ensuite des rôles principaux dans de nombreux films muets suédois et allemands, dont À travers les rapides (Johan, 1921), L'épreuve du feu (Vem dömer, 1922), Le Vaisseau tragique (Eld ombord, 1923) et Brennende Grenze (1927). Elle apparaît également en tant que danseuse invitée dans de nombreux théâtres européens de premier plan, dont le Coliseum de Londres, le Théâtre des Champs-Élysées de Paris et le Deutsches Theater de Berlin.
Elle a sa propre école à Stockholm et, à partir du milieu des années 1930, elle enseigne à l'école de ballet de l'Opéra de Stockholm. Elle meurt le 8 juin 1978 à Täby, en Suède.

## Filmographie
- 1920 : Sumurun d'Ernst Lubitsch
- 1921 : À travers les rapides (Johan) de Mauritz Stiller
- 1921 : Les Émigrés (De landsflyktige) de Mauritz Stiller
- 1922 : L'épreuve du feu (Vem dömer) de Victor Sjöström
- 1923 : L'Appel de l'enfant (en) (Das brennende Geheimnis) de Rochus Gliese
- 1923 : Le Vaisseau tragique (Eld ombord) de Victor Sjöström
- 1923 : Friaren från landsvägen (en) de Sigurd Wallén
- 1924 : La Légende de Gösta Berling (Gösta Berlings saga) de Mauritz Stiller
- 1925 : Les Chemins de la force et de la beauté (film documentaire) de  Wilhelm Prager
- 1925 : La Perruque (en) (Die Perücke) de Berthold Viertel
- 1925 : Les Maudits (Ingmarsarvet) de Gustaf Molander
- 1926 : Vers l'Orient (Till österland) par de Gustaf Molander
- 1927 : Das Mädchen ohne Heimat (en) de Constantin J. David (en)
- 1927 : Brennende Grenze de Erich Waschneck
- 1928 : Les Coupables (en) (Schuldig) de Johannes Meyer
- 1929 : La Mélodie du bonheur (Säg det i toner) d'Edvin Adolphson et Julius Jaenzon

## Galerie

Jenny Hasselquist en 1913.
en 1913.
vers 1913.
en 1915.